# Lachassagne
Lachassagne település Franciaországban, Rhône megyében. Lakosainak száma 1334 fő (2022. január 1.). Lachassagne Theizé, Alix, Anse, Lucenay és Marcy községekkel határos.

## Népesség
A település népességének változása:
| Lakosok száma | 992  | 1063 | 1128 | 1118 | 1149 | 1181 | 1209 | 1264 | 1334 |
|               | 2013 | 2015 | 2016 | 2017 | 2018 | 2019 | 2020 | 2021 | 2022 |